# 神田桂一
神田 桂一（かんだ けいいち、1978年9月2日 -  ）は、日本のフリーライター・編集者・漫画原作者。大阪府大阪市出身。高円寺在住。男性。

## 来歴
大阪府立清水谷高等学校で軟式野球部に所属する。関西学院大学法学部卒業。大学ではマンドリンクラブに在籍した。一般企業に就職するも馴染めず退職。週刊誌の記者になる。その頃に沢木耕太郎の『テロルの決算』に衝撃を受ける。
その後、お笑い雑誌の編集部を経て、ニコニコ動画のニュース部門の記事を担当。以後フリー記者として活動する。20代の後半に『深夜特急』の影響もあり、トルコとエジプトへ放浪の旅に出る。
帰国後『ケトル』『POPEYE』などに精力的に寄稿を続けた。
2017年6月には、初の著書『もし文豪たちがカップ焼きそばの作り方を書いたら』（菊池良共著、宝島社）を発表して「もしそば」旋風を起こす。その年の暮れには早くも続編『もし文豪たちがカップ焼きそばの作り方を書いたら 青のりMAX』を発表。2018年に出た一作目の文庫版と合わせて、累計17万部以上のベストセラーとなる。 
2021年に週刊ヤングキングで『めぞん文豪』隔週連載開始。「もしそば」コンビの菊池良と共に漫画原作者デビューする。
一方で、2011年に初めて訪れたときより、台湾のカルチャーの熱気に魅了され、第二の故郷と公言するほど渡航を繰り返していた。その10年あまりの見聞をもとにして、自身初の台湾文化論として晶文社より『台湾対抗文化紀行』を2021年12月に発表。京都、高松、下北沢で順次行われた出版記念トークイベントはすべて売り切れるなど反響を受けた。

## 人物・エピソード
- お酒はあまり飲めない。酒の席も苦手と公言しているが、ごく稀に飲むこともある。台湾で茹でピーナッツの味を覚えて、ビールと共に大量の塩茹でピーナッツを鉄道に持ち込んだこともある[8]。
- 村上春樹ファンで、たびたび村上春樹にまつわる企画を担当している。一番好きな作品は『あしか祭り』。
- 「もし文豪たちが、美容師だったら。」という『もしそば』のスピンオフ企画記事を、ミルボンのWEBマガジン「Find Your Beauty MAGAZINE 」に連載した。

## 著書
- もし文豪たちがカップ焼きそばの作り方を書いたら（菊地良共著、宝島社、2017年）
- もし文豪たちがカップ焼きそばの 作り方を書いたら 青のりMAX（菊地良共著、宝島社、2017年）
- めぞん文豪(菊池良と共同で原作担当、河尻みつる作画、少年画報社、2021年〜2022年)
- 台湾対抗文化紀行(晶文社、2021年)

## 連載
- 神田桂一note
- 『もしそば』神田桂一＆菊池良の文体遊戯
- 神田桂一 - cakes
- BAMP